# Rio Boyne
O rio Boyne (em irlandês:  An Bhóinn) é um rio na província de Leinster (República da Irlanda), que percorre 112 km. Nasce em Trinity Well, Newbury Hall, perto de Carbury, Condado de Kildare, e segue para nordeste atravessando o Condado de Meath até desaguar no mar da Irlanda na baía de Drogheda. É um rio com abundante salmão e truta.
Apesar do curto percurso, o rio Boyne tem sido importante para a história da Irlanda, e para a arqueologia e mitologia irlandesas. Passa junto da antiga cidade de Trim, do castelo de Trim e da Colina de Tara (antiga sede dos Reis Supremos da Irlanda), Navan, colina de Slane, Newgrange (lugar de importância arqueológica), Mellifont Abbey e da cidade medieval de Drogheda. No vale do Boyne encontram-se outros monumentos históricos e arqueológicos como Loughcrew, Kells, cruzes celtas, castelos e mais. A Batalha de Boyne teve lugar nas margens deste rio em 1690.
O rio é conhecido deste tempos bem antigos: o geógrafo grego Cláudio Ptolomeu desenhou um mapa da ilha no século II que incluía o rio Boyne, ao qual chamou Bovinda, e algum tempo depois Giraldus Cambrensis chamá-lo-ia Boandus. Quanto às lendas, foi neste rio que Fionn Mac Cumhaill capturou Fiontan, o Salmão da Sabedoria. Segundo F. Dinneen, lexicógrafo do gaélico irlandês, o nome do rio provém da divindade Boann (literalmente 'vaca branca'), e "Boyne" era uma forma anglicizada do nome.